# 出入橋

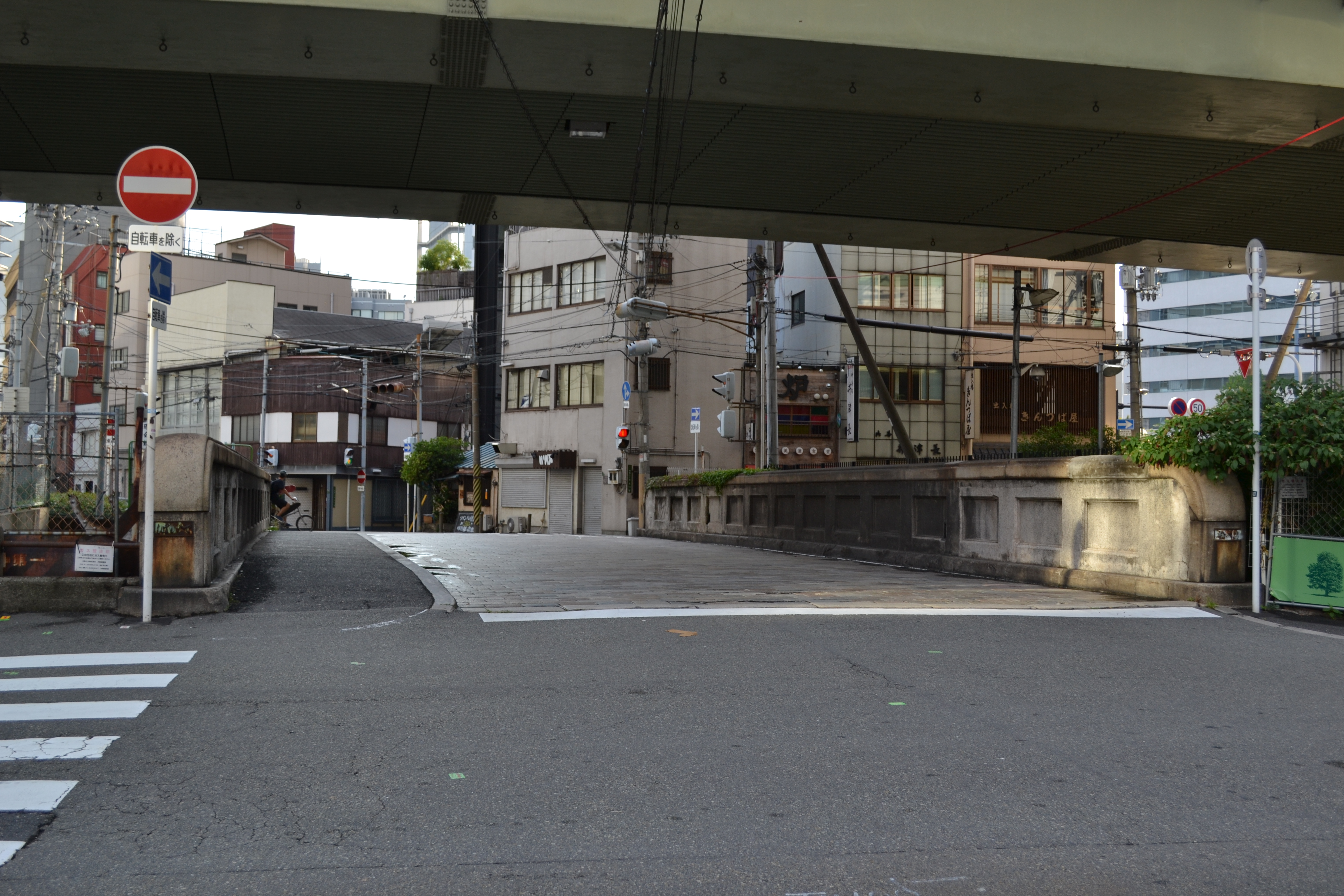
出入橋（2013年8月撮影）

出入橋（でいりばし）は、かつて大阪府大阪市北区に存在した水路（梅田入堀川）に架かっていた橋。現在は水路は埋め立てられたが、出入橋交差点や出入橋バス停などの地名にその名を残すほか、橋そのものは現存している。

## 概要
明治になり鉄道が開通すると、鉄道が運輸の主役となったが、まだ水運も重要な役割を担っている時期であり、両者の連絡のために貨物駅には船溜まりが設置されるのが常だった（日本鉄道の秋葉原駅など）。大阪でも同様に、1877年（明治10年）に曾根崎川（のちに堂島川まで延長）から大阪駅（貨客分離後は梅田駅）まで水路（梅田入堀川）が引かれ、鉄道と水運との連絡が図られた。なお、この水路は堂島川から駅の手前までが「堂島掘割」、駅構内が「梅田入堀」と呼ばれた。
この水路に架けられた橋が出入橋であり、船が「出入り」することからこの名がつけられた。橋は1935年（昭和10年）に架け替えられ、阪神高速空港線（現在の池田線）建設にともなって水路が埋め立てられた際にも取り壊されず、橋としての役目を終えた状態で残されている。